# Chrysauge
Chrysauge é um gênero de mariposa pertencente à família Crambidae.